# Contro le onde
Contro le onde è il terzo album della cantautrice pugliese Erica Mou, pubblicato il 28 maggio 2013 da Sugar Music.

## Il disco
Il disco è prodotto da Davide Dileo, alias Boosta (Subsonica) ed è anticipato dal singolo Mettiti la maschera, pubblicato il 10 maggio 2013.

## Tracce
1. Mettiti la maschera – 2:54
2. Non dormo mai – 2:58
3. Dove cadono i fulmini – 3:07
4. Il ritmo (Frequenza obbligatoria) – 3:22
5. Infiltrazioni – 3:08
6. Contro le onde – 3:13
7. Mentre mi baci (Scena madre) – 2:42
8. Romanzo storico – 2:16
9. Il genio – 2:29
10. Monti di ghiaccio – 2:57
11. Fili (bonus track) – 5:22